# Michel Rodange

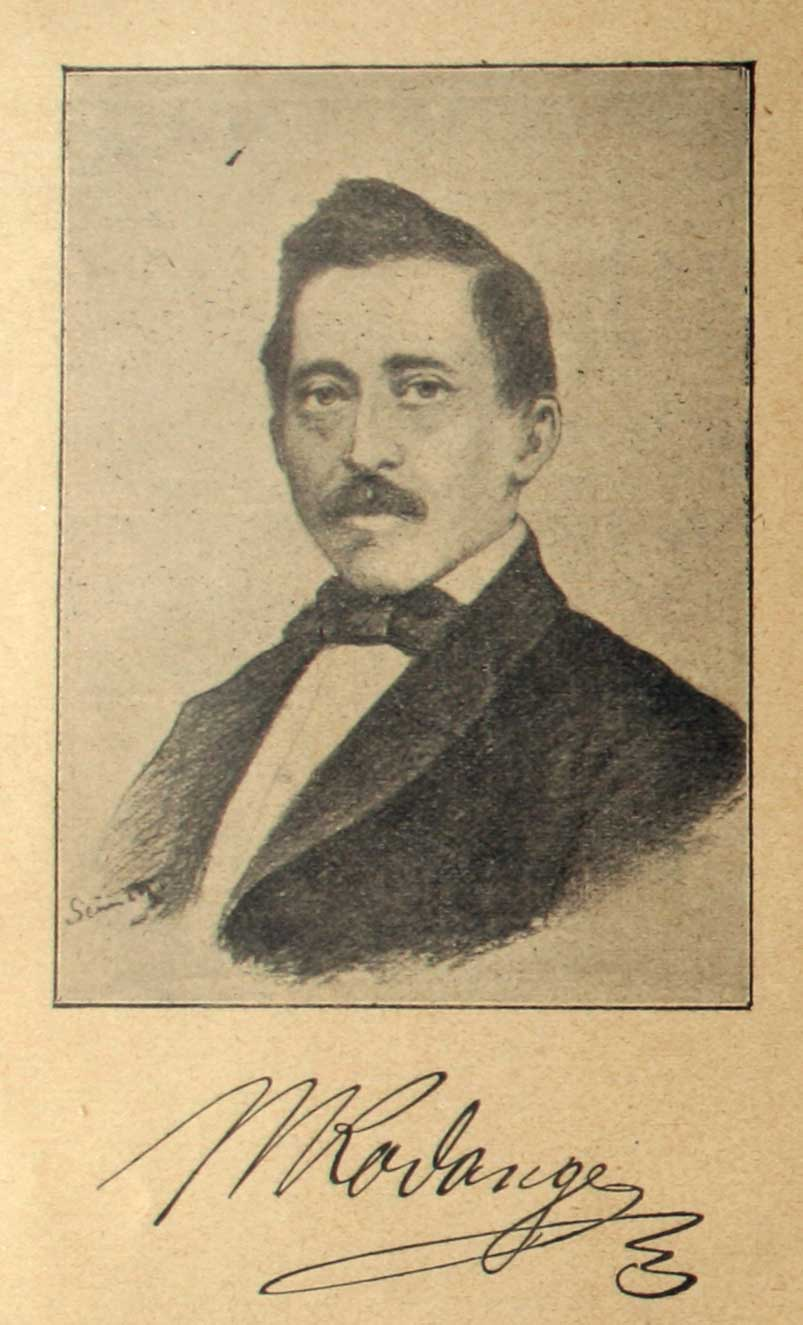
Busto de Michel Rodange dibujado por Frantz Seimetz.￼ En la imagen monocroma el escritor viste un esmoquin.

Michel Rodange (1827-1876) escritor de Luxemburgo.
Nació en Wasserbillig y fue maestro de escuela en Steinsel y Larochette, aunque más tarde trabajó en Echternach.
Su obra más representativa, la epopeya nacional El zorro Rénert, de 1872 está escrita en luxemburgués y se caracteriza por el uso de dialectos locales.
- Datos: Q1269936
- Multimedia: Michel Rodange / Q1269936